# 胭脂红酸
胭脂红酸（英語：Carminic acid，C22H20O13）是一种的蒽醌类物质形成葡萄糖苷，分布在一些介殼蟲雌虫体内，使其外表显红色，如胭脂虫、亚美尼亚胭脂虫和波兰胭脂虫等，这些昆虫产生这种色素目的是威慑捕食者。将这些昆虫碾碎，以明矾媒染可得到胭脂虫红。
胭脂红酸的化学结构为胭脂酮酸（一种蒽醌类物质）连接一个葡萄糖基团。胭脂红酸在1991年首次人工合成。